# Gmina Pöide
Gmina Pöide (est. Pöide vald) – gmina wiejska w Estonii, w prowincji Sarema.
W skład gminy wchodzi:
- 30 wsi: Ardla, Are, Iruste, Kahutsi, Kakuna, Kanissaare, Keskvere, Koigi, Kärneri, Kõrkvere, Kübassaare, Leisi, Levala, Metsara, Mui, Muraja, Neemi, Nenu, Oti, Puka, Pöide, Reina, Sundimetsa, Talila, Tornimäe, Ula, Unguma, Uuemõisa, Veere, Välta